# Casados con Hijos

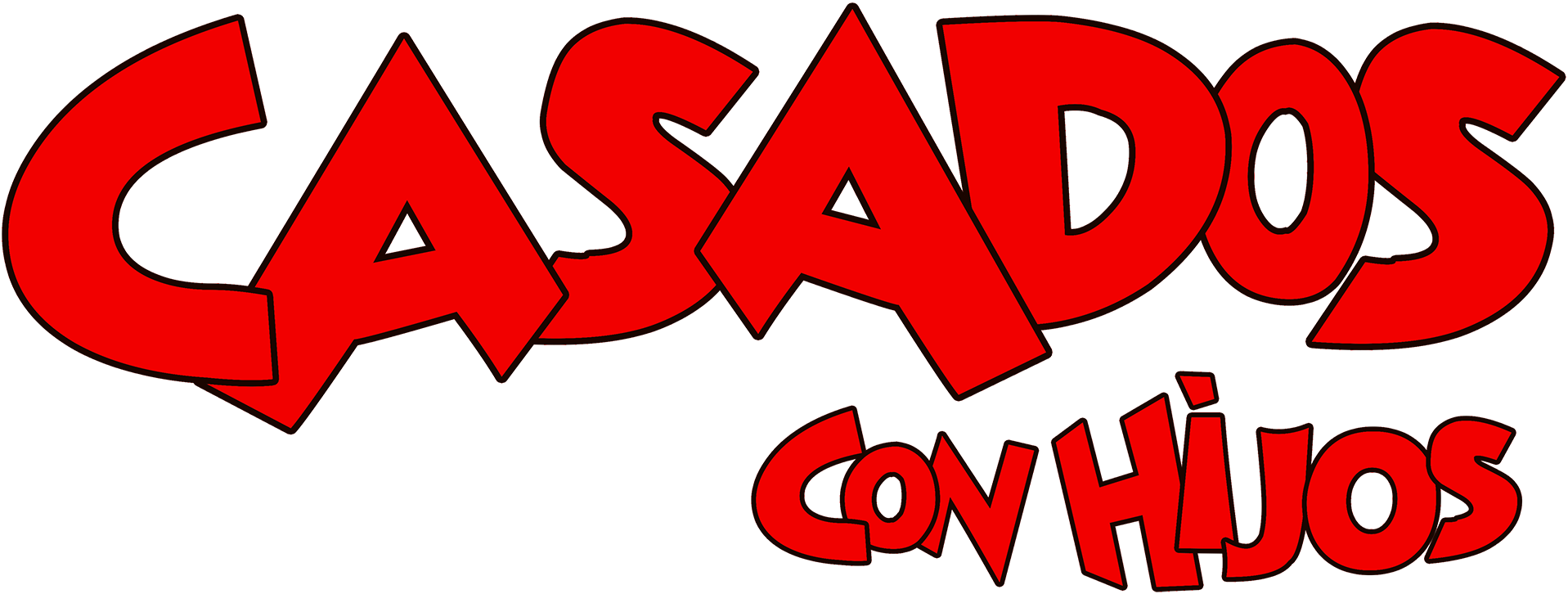

Casados con Hijos è una sitcom argentina diretta da Claudio Ferrari e prodotta dal 2005 al 2006 e trasmessa dal 12 aprile 2005 al 28 dicembre 2006 su Telefe.
È la versione locale della serie statunitense Sposati... con figli (Married... with Children), trasmessa dal 1987 al 1997.

## Trama
Pepe Argento è il capofamiglia che lavora in un negozio per scarpe e viene sottopagato. Ha una moglie, Moni, che invece di cucinare o pulire, passa le giornate, come dice suo marito "nel divano a guardare telenovela". Hanno due figli: Coqui, di 18 anni, che cerca di conquistare tutte le donne ma viene spesso rifiutato e Paola, di 17 anni, che ha una vita sessuale molto attiva.
Hanno due vicini di casa: Dardo e Maria Elena, rispettivamente marito e moglie, con cui interagiscono spesso, anche se hanno caratteri totalmente diversi tra di loro.

## Personaggi e interpreti
- José "Pepe" Argento, interpretato da Guillermo Francella:
 Lavora in un negozio di scarpe, è marito di Moni e padre di Paola e Alfio. Porta una grande passione per il calcio. Giocava a questo sport nel Racing Club de Avellaneda quando, durante una partita, la sua fidanzata è entrata in campo e ha affermato che aspettava un figlio da lui. È l'equivalente di Al Bundy nell'originale.
- Mónica Potrelli de Argento, interpretato da Florencia Peña:
 Moglie di Pepe e madre di Paola e Coqui, è una casalinga. Moni ha tra i 38 e i 40 anni. Le piace guardare la televisione, in particolare le telenovele e il programma di Susana Giménez. È l'equivalente di Peggy Bundy nell'originale.
- Paola Argento, interpretato da Luisana Lopilato:
 Figlia di Pepe e Moni e sorella di Coqui. Nella seconda stagione frequenterà una scuola per modelle. È l'equivalente di Kelly Bundy nell'originale.
- Alfio "Coqui" Argento, interpretato da Dario Lopilato:
 Ha 18-19 anni, figlio di Pepe e Moni e fratello di Paola. È l'equivalente di Bud Bundy nell'originale.
- María Elena Caradajian de Fuseneco, interpretata da Erica Rivas:
 Ha circa 30 anni. È l'equivalente di Marcy D'Arcy nell'originale.
- Dardo Fuseneco, interpretato da Marcelo de Bellis:
 Ha più di 40 anni. È l'equivalente di Jefferson D'Arcy nell'originale.

La famiglia ha inoltre un cane di nome Fatiga, che appare nella maggior parte degli episodi.
Nella maggior parte degli episodi appaiono degli attori invitati o delle partecipazioni speciali, tra gli altri: Manuel Wirzt, Pía Uribelarrea e Mirta Wons.

## Produzione
Dopo il successo della serie La niñera (remake di La tata), Telefe annunciò la creazione di un nuovo sceneggiato. La sitcom fu annunciata qualche mese prima della messa in onda.Le registrazioni iniziarono nel gennaio del 2005 e la prima TV avvenne il 12 aprile dello stesso anno con 28.9 di rating. In seguito diminuì a 18, con un punteggio minimo di 7.7. Dopo che è stata cambiata varie volte d'orario (23:00, 22:30, 20:00, 21:00), il rating raggiunto è stato maggiore nelle repliche rispetto alla prima TV, diventando uno dei programmi più visti tra il 2005 e il 2006.
Il successo della serie ha portato alla produzione di una seconda stagione, che vede la non presenza in alcuni episodi del personaggio della Lopilato a causa delle registrazioni della sua nuova serie Alma pirata. Viene annunciata tra il giugno e il luglio del 2006 e viene pubblicata il 21 agosto dello stesso con 75 episodi.

## Episodi
| Stagione         | Episodi | Prima TV originale |
| ---------------- | ------- | ------------------ |
| Prima stagione   | 137     | 2005               |
| Seconda stagione | 75      | 2006               |

### Prima stagione
| 1   | Hogar dulce hogar                                    | 12 aprile 2005    |
| 2   | Supergía                                             | 13 aprile 2005    |
| 3   | Un tiro al aire                                      | 14 aprile 2005    |
| 4   | Te lo digo por mi bien                               | 18 aprile 2005    |
| 5   | Toro viejo                                           | 19 aprile 2005    |
| 6   | Bardo en lo de Dardo                                 | 20 aprile 2005    |
| 7   | Pepe toma cartas en el asunto                        | 21 aprile 2005    |
| 8   | La primera trabajadora                               | 25 aprile 2005    |
| 9   | Las promotogas                                       | 26 aprile 2005    |
| 10  | Pepesadillas                                         | 27 aprile 2005    |
| 11  | Lo quién es el jefe                                  | 28 aprile 2005    |
| 12  | Calentitos los panchos                               | 2 maggio 2005     |
| 13  | Mar de las Pompas fúnebres (Parte 1)                 | 3 maggio 2005     |
| 14  | Mar de las Pompas fúnebres (Parte 2)                 | 4 maggio 2005     |
| 15  | Tesoro mío                                           | 5 maggio 2005     |
| 16  | Todos los perros van en celo                         | 9 maggio 2005     |
| 17  | Arde Troya                                           | 10 maggio 2005    |
| 18  | Los Argento pierden la línea                         | 11 maggio 2005    |
| 19  | Los caballos las prefieren rubias                    | 12 maggio 2005    |
| 20  | Como bola sin manija                                 | 16 maggio 2005    |
| 21  | Dardito bigotito                                     | 17 maggio 2005    |
| 22  | La venganza será terrible                            | 18 maggio 2005    |
| 23  | Gracias a la Viví                                    | 19 maggio 2005    |
| 24  | Los exterminators                                    | 23 maggio 2005    |
| 25  | Me quiere, no me quiere                              | 24 maggio 2005    |
| 26  | Dardo, el imparable                                  | 25 maggio 2005    |
| 27  | El juego de las lágrimas (Parte 1)                   | 26 maggio 2005    |
| 28  | El juego de las lágrimas (Parte 2)                   | 27 maggio 2005    |
| 29  | Billetera mata galán                                 | 31 maggio 2005    |
| 30  | El libro de la buena memoria                         | 1º giugno 2005    |
| 31  | Sandro sudario                                       | 2 giugno 2005     |
| 32  | Ese es mi amigo el puma                              | 6 giugno 2005     |
| 33  | Un inodoro para Pepe                                 | 7 giugno 2005     |
| 34  | El cumpleaños de Moni                                | 9 giugno 2005     |
| 35  | Sábado busarda                                       | 13 giugno 2005    |
| 36  | Ese abogado del diablo                               | 14 giugno 2005    |
| 37  | El sueño de la gitana                                | 15 giugno 2005    |
| 38  | La peluquería de Don Argento                         | 16 giugno 2005    |
| 39  | La cena de los tontos                                | 21 giugno 2005    |
| 40  | Fantasías avivadas de ayer y hoy                     | 22 giugno 2005    |
| 41  | Recursos inhumanos                                   | 23 giugno 2005    |
| 42  | Un golpe bajo                                        | 24 giugno 2005    |
| 43  | Casa tomada                                          | 26 giugno 2005    |
| 44  | Deus ex-machina                                      | 29 giugno 2005    |
| 45  | Unión vecinal                                        | 30 giugno 2005    |
| 46  | La ventana indiscreta                                | 4 luglio 2005     |
| 47  | Un ángel para tu soledad (Parte 1)                   | 5 luglio 2005     |
| 48  | Un ángel para tu soledad (Parte 2)                   | 6 luglio 2005     |
| 49  | Mente insana in corpore insano                       | 7 luglio 2005     |
| 50  | Mondo Cane                                           | 11 luglio 2005    |
| 51  | La ley de la caries                                  | 12 luglio 2005    |
| 52  | Tristeza nao tem fim                                 | 13 luglio 2005    |
| 53  | La gansa de la fortuna                               | 14 luglio 2005    |
| 54  | 0-800-Nabo                                           | 18 luglio 2005    |
| 55  | Esquizoargento                                       | 19 luglio 2005    |
| 56  | El zoo-ilógico                                       | 20 luglio 2005    |
| 57  | El zapatero en el tejado                             | 21 luglio 2005    |
| 58  | Los rubios                                           | 25 luglio 2005    |
| 59  | Asignaturas pen-dientes                              | 26 luglio 2005    |
| 60  | El adiós de Dardo (Parte 1)                          | 27 luglio 2005    |
| 61  | El adiós de Dardo (Parte 2)                          | 1º agosto 2005    |
| 62  | Un Argento independiente                             | 2 agosto 2005     |
| 63  | Dardo, el fugitivo                                   | 3 agosto 2005     |
| 64  | Todo por la Mosca                                    | 4 agosto 2005     |
| 65  | Empepeorando                                         | 8 agosto 2005     |
| 66  | Los Argento meten el perro                           | 9 agosto 2005     |
| 67  | Los de afuera tiran palos                            | 10 agosto 2005    |
| 68  | Sana, sana colita de rana                            | 11 agosto 2005    |
| 69  | Cultura y Calentura                                  | 15 agosto 2005    |
| 70  | El bebè más caro del mundo                           | 16 agosto 2005    |
| 71  | Hay alguien ahí?                                     | 17 agosto 2005    |
| 72  | La vuelta de Dardo (Parte 1)                         | 18 agosto 2005    |
| 73  | La vuelta de Dardo (Parte 2)                         | 22 agosto 2005    |
| 74  | El padrino Argento                                   | 23 agosto 2005    |
| 75  | Yo soy el Pepe de la gente                           | 24 agosto 2005    |
| 76  | Crees que soy sexy?                                  | 25 agosto 2005    |
| 77  | El baño es el mejor amigo del hombre                 | 29 agosto 2005    |
| 78  | Todo por un vinilo                                   | 30 agosto 2005    |
| 79  | Paola, la reina de las salchichas                    | 31 agosto 2005    |
| 80  | Pañales y videos                                     | 1º settembre 2005 |
| 81  | La separación (Parte 1)                              | 6 settembre 2005  |
| 82  | La separación (Parte 2)                              | 7 settembre 2005  |
| 83  | La separación (Parte 3)                              | 8 settembre 2005  |
| 84  | La separación (Parte 4)                              | 9 settembre 2005  |
| 85  | Los Argento en el Hipermercado (Parte 1)             | 13 settembre 2005 |
| 86  | Los Argento en el Hipermercado (Parte 2)             | 14 settembre 2005 |
| 87  | Fatiga, el semental                                  | 15 settembre 2005 |
| 88  | Los niños que escriben en el cielo                   | 19 settembre 2005 |
| 89  | Quién llamó a la cigüeña?                            | 20 settembre 2005 |
| 90  | Las aventuras de MioPepe Argento                     | 21 settembre 2005 |
| 91  | Argento que bien se TV                               | 22 settembre 2005 |
| 92  | El inspector Pepe y el Caso del Ojo del Faraón       | 26 settembre 2005 |
| 93  | El testamento de Pepe                                | 27 settembre 2005 |
| 94  | El deporte y Añanga                                  | 28 settembre 2005 |
| 95  | El cumpleaños de Coqui                               | 29 settembre 2005 |
| 96  | Rockeando en lo de los Argento                       | 4 ottobre 2005    |
| 97  | Moni pitonisa                                        | 5 ottobre 2005    |
| 98  | Un natalicio para el hospicio                        | 6 ottobre 2005    |
| 99  | Un Argento fuera de estación                         | 11 ottobre 2005   |
| 100 | 100% Argento                                         | 12 ottobre 2005   |
| 101 | Paola, la empleada del mes                           | 13 ottobre 2005   |
| 102 | La venganza del muerto                               | 18 ottobre 2005   |
| 103 | Un Argento suelto en la universidad                  | 19 ottobre 2005   |
| 104 | El debut de Coqui                                    | 20 ottobre 2005   |
| 105 | El debut y despedida de Coqui                        | 24 ottobre 2005   |
| 106 | Los Argento fraudulentos                             | 25 ottobre 2005   |
| 107 | Todo preso es político                               | 26 ottobre 2005   |
| 108 | Un Pepe de historieta                                | 27 ottobre 2005   |
| 109 | Tiempo de calientes                                  | 31 ottobre 2005   |
| 110 | Una de piratas                                       | 1º novembre 2005  |
| 111 | Viejos son los trapos                                | 2 novembre 2005   |
| 112 | Un golpe, una palpada y enseguida volvemos           | 3 novembre 2005   |
| 113 | Cine de super acción                                 | 8 novembre 2005   |
| 114 | Rapipepe                                             | 9 novembre 2005   |
| 115 | Los doce sueldos del patíbulo                        | 10 novembre 2005  |
| 116 | Pepe está en oferta                                  | 15 novembre 2005  |
| 117 | Pepe Argento, el encapotado                          | 16 novembre 2005  |
| 118 | Si quiere saber qué pasa en este capítulo, apriete 1 | 17 novembre 2005  |
| 119 | Remoras y metrosexuales                              | 22 novembre 2005  |
| 120 | El sátiro de la media tres cuartos                   | 23 novembre 2005  |
| 121 | Canción para mi muerte                               | 24 novembre 2005  |
| 122 | El demonio matrimonio                                | 28 novembre 2005  |
| 123 | El sexo sentido                                      | 29 novembre 2005  |
| 124 | Fatiga y el increíble Coqui                          | 30 novembre 2005  |
| 125 | Pepe decapitado                                      | 1º dicembre 2005  |
| 126 | Los celos de Pepe                                    | 5 dicembre 2005   |
| 127 | La vida por un sillón                                | 6 dicembre 2005   |
| 128 | La manzana de la discordia                           | 7 dicembre 2005   |
| 129 | La venta del Chevy                                   | 8 dicembre 2005   |
| 130 | Pepe, el romántico                                   | 12 dicembre 2005  |
| 131 | El ángel del Abasto                                  | 13 dicembre 2005  |
| 132 | Sexo, cola y rock and roll                           | 14 dicembre 2005  |
| 133 | Algo sabe Paola                                      | 15 dicembre 2005  |
| 134 | Moni radioactiva                                     | 19 dicembre 2005  |
| 135 | Durmiendo junto a la enemiga                         | 20 dicembre 2005  |
| 136 | Pepe, el jodón                                       | 21 dicembre 2005  |
| 137 | El gran final                                        | 22 dicembre 2005  |

### Seconda stagione
| 1  | Pepe qué mal se te vé                 | 14 agosto 2006    |
| 2  | El pozo de infelicidad                | 15 agosto 2006    |
| 3  | Zapatero a tus zapatos                | 16 agosto 2006    |
| 4  | Pepe, el héroe del régimen            | 17 agosto 2006    |
| 5  | Mi enfermedad                         | 21 agosto 2006    |
| 6  | Doble vida                            | 22 agosto 2006    |
| 7  | La cruz de Pepe Argento               | 23 agosto 2006    |
| 8  | Hard Gol Café                         | 24 agosto 2006    |
| 9  | Casa tomada                           | 28 agosto 2006    |
| 10 | Esposo se alquila                     | 29 agosto 2006    |
| 11 | Los buscadores del sexo perdido       | 30 agosto 2006    |
| 12 | Cenizas del paraíso                   | 31 agosto 2006    |
| 13 | Muñeca brava                          | 4 settembre 2006  |
| 14 | Una momi último modelo                | 5 settembre 2006  |
| 15 | La epidemia Argento                   | 6 settembre 2006  |
| 16 | Hasta que la suerte nos separe        | 7 settembre 2006  |
| 17 | El roland garrón de los Fuseneco      | 11 settembre 2006 |
| 18 | Pepe, el demoledor                    | 12 settembre 2006 |
| 19 | Vidas cruzadas                        | 13 settembre 2006 |
| 20 | Poderosa Afrodita                     | 14 settembre 2006 |
| 21 | La tormenta imperfecta                | 18 settembre 2006 |
| 22 | La mancha voráz                       | 19 settembre 2006 |
| 23 | La época de las cruzadas              | 20 settembre 2006 |
| 24 | La mucamita que dio el mal paso       | 21 settembre 2006 |
| 25 | Los invasores                         | 25 settembre 2006 |
| 26 | Flores Crotas                         | 26 settembre 2006 |
| 27 | Il morto que ladra                    | 27 settembre 2006 |
| 28 | Pepe, ratonazo de laboratorio         | 28 settembre 2006 |
| 29 | El deporte y el hambre                | 3 ottobre 2006    |
| 30 | El imperfecto asesino                 | 4 ottobre 2006    |
| 31 | Como por arte de mafia                | 5 ottobre 2006    |
| 32 | Sudor de Gavilanes                    | 9 ottobre 2006    |
| 33 | Moni en la cuarta dimensión           | 10 ottobre 2006   |
| 34 | Pepe en Pampa y la Vía Láctea         | 11 ottobre 2006   |
| 35 | Los cavadores del curro perdido       | 16 ottobre 2006   |
| 36 | Juego de dados, juego de villanos     | 17 ottobre 2006   |
| 37 | El cortito de Pepe Argento            | 18 ottobre 2006   |
| 38 | Una filial para Pepe Argento          | 19 ottobre 2006   |
| 39 | El duro rostro de la política         | 23 ottobre 2006   |
| 40 | La maldición Argento                  | 24 ottobre 2006   |
| 41 | El Día de la Raza Argento             | 25 ottobre 2006   |
| 42 | Rocky Argento                         | 26 ottobre 2006   |
| 43 | La selva de Moni                      | 30 ottobre 2006   |
| 44 | Ser o no ser Argento                  | 31 ottobre 2006   |
| 45 | El milagro Argento                    | 1º novembre 2006  |
| 46 | La mafia canelones                    | 2 novembre 2006   |
| 47 | Sobreviviendo a los Argento           | 6 novembre 2006   |
| 48 | Tomátelo con soda                     | 7 novembre 2006   |
| 49 | Vamos a la playa                      | 8 novembre 2006   |
| 50 | Tigre suelto, vaca instalada          | 9 novembre 2006   |
| 51 | Dejad que los problemas vengan a Pepe | 13 novembre 2006  |
| 52 | Cero cero Pepe, agente secreto        | 14 novembre 2006  |
| 53 | Las novicias rebeldes                 | 15 novembre 2006  |
| 54 | Cuestión de pesos... pesados          | 16 novembre 2006  |
| 55 | El conventillo de la culona           | 20 novembre 2006  |
| 56 | La jaula de los locos                 | 21 novembre 2006  |
| 57 | La última curda de los Fuseneco       | 22 novembre 2006  |
| 58 | Coqui rock                            | 23 novembre 2006  |
| 59 | Estoy hecho un demonio                | 28 novembre 2006  |
| 60 | Un bum bum editorial                  | 29 novembre 2006  |
| 61 | Enjauladas                            | 30 novembre 2006  |
| 62 | Coqui de América                      | 4 dicembre 2006   |
| 63 | Los Argento y el retiro involuntario  | 5 dicembre 2006   |
| 64 | El mito de la corvina negra           | 6 dicembre 2006   |
| 65 | Con el Chevy no se jode               | 7 dicembre 2006   |
| 66 | La novia carbonizada                  | 11 dicembre 2006  |
| 67 | Un ladrón con cien años de perdón     | 12 dicembre 2006  |
| 68 | Adiós querido chivo                   | 13 dicembre 2006  |
| 69 | Una vieja traba familiar              | 14 dicembre 2006  |
| 70 | Atrapados sin salida                  | 18 dicembre 2006  |
| 71 | Pepe, el bombero loco                 | 19 dicembre 2006  |
| 72 | Salven a las ballenas                 | 20 dicembre 2006  |
| 73 | La novena es la vencida               | 21 dicembre 2006  |
| 74 | El regreso del muerto vivo            | 27 dicembre 2006  |
| 75 | El final                              | 28 dicembre 2006  |

## Media

### Edizioni in DVD
In patria, la serie è stata messa in commercio anche in versione DVD, in due cofanetti erano disponibili la prima e la seconda stagione complete, divisi in 33 CD. Erano disponibili senza sottotitoli.

### Musica
La sigla, nella sua versione originale, è "Love and marriage" di Frank Sinatra.

### Accoglienza
La serie ha ricevuto recensioni positive da parte dei critici. La giornalista Dolores Graña del quotidiano argentino La Nación elegiò come "[la serie a differenza dell'originale] non ha mantenuto l'umorismo acido, intollerante e nichilista dell'originale, sostituendo il rancore, non certo di odio, di categoria che era presente in Married...".

## Premi e riconoscimenti
- 2005 - Premio Clarín
  - Nomination - Miglior attrice a Florencia Peña.[12]
  - Nomination - Rivelazione maschile a Dario Lopilato.[12]
- 2005 - Premio Martín Fierro
  - Vinto - Miglior commedia.[13][14]
  - Vinto - Attore protagonista di commedia e/o umoristico a Guillermo Francella.[13]
  - Vinto - Attrice protagonista di commedia e/o umoristico a Florencia Peña.[13]
  - Nomination - Attrice protagonista di commedia a Érica Rivas.[13]
- 2006 - Premio Clarín
  - Vinto - Attrice di commedia a Érica Rivas.[15]
  - Nomination - Miglior commedia.[16][15]
  - Nomination - Attrice di commedia a Florencia Peña.[16][15]
- 2006 - Premio Martín Fierro
  - Vinto - Attrice di reparto in commedia a Érica Rivas.[17][18]
  - Nomination - Miglior commedia.[17]
  - Nomination - Attore protagonista in commedia a Guillermo Francella.[17]
  - Nomination - Attrice protagonista in commedia a Florencia Peña.[17]
  - Nomination - Attore di reparto in commedia a Dario Lopilato.[17]
  - Nomination - Attrice di reparto in commedia a Luisana Lopilato.[17]
- 2007 - Premio Clarín
  - Nomination - Attore di commedia a Guillermo Francella.[19]
  - Nomination - Attrice di commedia a Érica Rivas.[19]
  - Nomination - Attrice di commedia a Florencia Peña.[19]

## Distribuzioni internazionali
| Paese          | Canale/i             |
| -------------- | -------------------- |
| Argentina      | Telefe               |
| Uruguay        | Monte Carlo TV       |
| Perù           | AYV                  |
| Internazionale | Telefe Internacional |